# リサ・スー
リサ・スー（Lisa Su、蘇 姿丰、そ しほう、繁体字: 蘇 姿丰、注音: ㄙㄨ ㄗ ㄈㄥ、1969年11月7日 - ）は、台湾系アメリカ人の経営者、半導体技術者で、アドバンスト・マイクロ・デバイス（AMD）の最高経営責任者（CEO）、会長（Chair）である。IBMの半導体研究開発センターではディレクターとしてPowerPC開発、副社長時代にはSOIの開発とCell Broadband Engineを開発に携わったことで知られている。

## 来歴・人物
1969年に台南市で生まれ 、3歳のときに渡米、父の蘇春慧はコロンビア大学の大学院で学んでいた。家族は1976年にベイサイドに引っ越し、成績が良かったため特別中学校（2年制）に進学し、ニューヨークのブロンクス科学高等学校に入学し、ウェスティングハウス科学賞を受賞。 そして最終的にマサチューセッツ工科大学の電気工学科で勉強することを選択し、学士号、修士号、博士号を取得した。
1994年に卒業後、 テキサス・インスツルメンツ 、 IBM 、 フリースケール・セミコンダクタなどの企業に勤務。 2012年1月、 AMDに上級副社長兼総支配人として入社。6月、アナログ・デバイセズ取締役就任。2014年10月、彼女は同社初の女性CEOであるAMDの社長兼CEOに任命される。2020年1月シスコシステムズ取締役就任。
彼女のリーダーシップの下、2017年にリリースされたAMDの新しいアーキテクチャRyzenシリーズプロセッサにより、AMDは市場での存在感を取り戻すことに成功する。

## 主な受賞歴
- 2018年9月30日 全米技術アカデミー（NAE）は、 SOIプロセス業界におけるリーダーシップによる卓越した業績を認め、全米技術アカデミーに表彰[6] 。
- 同年10月24日 台南市政府は市議会で、リサ・スーと両親に「優秀市民賞」を贈る議案を可決。家族が同時に受賞するのはこれが初となった。
- 2019年12月 Bloombergが発行した2019年の「Bloomberg50」に選出[7] 。
- 2020年9月16日 半導体工業会（SIA）は、 ロバート・ノイス アワード授与[8] 。
- 同年 フォーチュン誌が「ビジネスパーソンオブザイヤー」2位に選出。
- 同年 シリコンバレーリーダーシップ賞。
- 同年 フォーチュン誌が「ビジネス界で最も影響力のある女性」に選出。
- 同年 グレースホッパーテクニカルリーダーシップアビー賞（Grace Hopper Technical Leadership Abie Award）受賞。
- 同年 アメリカ芸術科学アカデミーに選出。
- 2021年 フォーブス誌が2021年最も影響力のある100人の女性に選出。
- 同年 IEEEがロバートN.ノイスメダルを授与。
- 同年 フォーチュン誌が「ビジネス界で最も影響力のある女性」に選出
- 同年 大統領の技術諮問委員会のメンバーに選出。
- 同年 技術革新で最も称賛された5人の女性リーダーに選出。
- 同年 Global Semiconductor Alliance（GSA）Women inInnovationAwardを受賞。
- 同年 イェール大学 エグゼクティブリーダーシップインスティテュートより、リーダーシップレジェンドアワードを授与される。
- 同年 バロンズ（週刊投資金融情報専門紙）の2021年世界最高経営責任者賞を受賞。
- 同年 「女性技術者の殿堂」入り[9]
- 2022年 国際平和賞を受賞[10]。
- 同年5月17日、MITの12号ビルをナノサイエンスビルとしてリサ T. スー ビルディングと名付けられた[11]。
- 同年6月 ロシアによる米国市民の制裁リストに入れられる。
- 2024年 バウアー賞ビジネスリーダーシップ部門を受賞。
- 同年12月 タイム紙の2024 CEO of the Yearに選出[12]。

## 逸話
台湾の経済誌「天下雑誌」はスーとNVIDIAの創設者であるジェンスン・フアンが親戚関係にあると報じたが、2018年の朝鮮日報のインタビューにて本人がこの噂を否定した 。しかし、2020年のConsumer Technology Associationのウェビナーにおいては、フアンとの関係は遠い親戚であると、異なった見解を示している。企業家系の研究者は、スーの母方の祖父はフアンの母親の長兄であるとしている。
将棋棋士の藤井聡太と交流がある。2018年12月にスーはTwitterで一般ユーザーからのリプライに返信する形で、藤井がAMD Ryzenユーザーであることに対してポジティブな反応を表明した 。また2020年に藤井がタイトルを手にした際には祝福の手紙を送っている 。これに対して藤井は世界でいちばん会いたい人にスーの名前を挙げていた 。2022年には、藤井とAMDの日本法人との間で広告契約が結ばれ、2023年の来日時には藤井と対談を行った。
中国語圏の技術愛好家の間で「蘇媽」という愛称で親しまれている 。